# Saint-Maurice-Montcouronne
Saint-Maurice-Montcouronne é uma comuna francesa na região administrativa da Ilha-de-França, no departamento de Essonne. Estende-se por uma área de 9,03 km². Em 2010 a comuna tinha 1 592 habitantes (densidade: 176,3 hab./km²).